# Getta
Getta is een geslacht van vlinders van de familie tandvlinders (Notodontidae), uit de onderfamilie Dioptinae.

## Soorten
- G. baetifica Druce, 1898
- G. clite Walker, 1854
- G. ennia Druce, 1899